# Distretto di Khanewal
Il distretto di Khanewal (in urdu: ضلع خانیوال) è un distretto del Punjab, in Pakistan, che ha come capoluogo Khanewal. Nel 1998 possedeva una popolazione di 2.068.490 abitanti.